# Spintharina
Spintharina (лат.) — род ос-блестянок из подсемейства Chrysidinae.

## Распространение
Афротропика, Палеарктика.

## Описание
Мелкие осы-блестянки, длина 5—7 мм. Ярко-окрашенные металлически блестящие осы. Некоторые виды отмечены белым на некоторых члениках жгутика усика (F-I-II у самцов), голенях и дистальном ободке тергита T-III (оба пола). Длина F-I по сравнению с шириной в 1—2 раза (самцы) или 1,0—2,9 раз (самки); F-II у большинства самцов и некоторых самок короче F-III; скапальная впадина вогнута, обычно есть микрорисунок медиально; поперечный фронтальный киль почти всегда острый, широко М-образный, перевернутый U или как скобка; срединная область оцеллий обычно хорошо выражена; переднеспинка со слабой медиальной впадиной, латеральная впадина большая и мелкая; дисковидная ячейка переднего крыла отчётливая, маргинальная ячейка длиннотреугольная; метанотум выпуклый; мезоплеврон обычно с парой зубцов под отчётливой скробальной бороздой, иногда многозубый; проподеальный угол более или менее усечённый или апикально выемчатый; тергит T-I широкий; T-III иногда с медиальным килем, ряд ямок почти всегда отчётлив, апикальный край равномерно округлый или тупо заостренный (самка), слабо выемчатый медиально, выпуклый или округло заостренный (самец), базолатерально обычно с выпуклостью, углом или заметным крючком. Предположительно паразитоиды цветочных ос (Masaridae). Известно, что Celonites sp. отмечен как хозяин Spintharina versicolor, а вид Spintharina bispinosa  обнаружен в месте гнездования Jugurtia confusa.

## Систематика
Около 30 видов. Большинство из видов обитают в засушливых зонах. Палеарктический регион насчитывает 14 видов, 10 из которых обитают на Ближнем Востоке или в Северной Африке. Афротропический регион насчитывает 12 видов. Таксон был впервые описан в 1892 году. Усечённый или апикально выемчатый проподеальный выступ отличает представителей рода Spintharina от других родов трибы Chrysidini, за исключением Spintharosoma.
- Spintharina agadirensis Buysson —
- Spintharina albata (Edney, 1952) — Африка
- Spintharina appendiculata (Buysson) — Ближний Восток
- Spintharina apiculata (Mocsáry, 1908) — Африка
- Spintharina arnoldi (Brauns, 1928) — Африка
- Spintharina bispinosa (Mocsáry, 1902) — Африка
- Spintharina cornigera Zimmermann — Египет
- Spintharina cuprata Dahlbom, 1854 — Европа
- Spintharina cyanophris (Mocsáry, 1809) — Африка
- Spintharina dubai Bohart, 1987 — Ближний Восток
- Spintharina edneyi Bohart, 1987 — Южная Африка
- Spintharina innesi (Buysson) — Испания, Марокко, Ближний Восток
- Spintharina invreai Zimmermann — Эфиопия, Ближний Восток
- Spintharina houskai (Balthasar)
- Spintharina kimseyae Bohart, 1987 — Южная Африка
- Spintharina pleuralis (Mocsáry, 1904) — Южная Африка
- Spintharina poecilopus (Mocsáry, 1911) — Африка
- Spintharina polychroma (Mocsáry, 1908) — Южная Африка
- Spintharina postpunctata Bohart, 1987 — Южная Африка
- Spintharina senegalae Bohart, 1987 — Африка
- Spintharina sugdeni Bohart, 1987 — Ближний Восток
- Spintharina sulcianalis (Linsenmaier, 1968)
- Spintharina tenellula (Semenov) — СССР
- Spintharina vagans (Radoszkowski, 1887) — Палеарктика
- Spintharina versicolor (Spinola, 1808) — Европа